# Косарово (Вологодская область)
Косарово — деревня в Грязовецком районе Вологодской области.
Входит в состав Комьянского муниципального образования, с точки зрения административно-территориального деления — в Комьянский сельсовет.
Расстояние по автодороге до районного центра Грязовца — 32,9 км, до центра муниципального образования Хорошево — 11,3 км. Ближайшие населённые пункты — Евсюково, Муравьево, Суворово.
По переписи 2002 года население — 1 человек.

## История
В «Родословии Вологодской деревни» указано, что в 1628 году деревня Косарево являлась светской вотчиной в Комельской волости Вологодского уезда.
В Косарово родились три Героя Социалистического Труда:
- Чечулин, Михаил Григорьевич (1894—1985) — бригадир колхоза «Аврора»,
- Карзанова, Анна Александровна (1909—1985) — звеньевая колхоза «Ударник»
- Калин Н.Г (1909—1976)